# Internazionali d'Italia di tennis (singolare femminile)
Questo è un elenco delle finali del singolare femminile degli Internazionali d'Italia. Il torneo non si è svolto dal 1936 al 1949. La detentrice del record di vittorie è la statunitense Chris Evert che ha conquistato cinque volte il titolo singolare. Mentre la spagnola Conchita Martínez è stata l'unica tennista ad inanellare ben 4 vittorie consecutive dal 1993 al 1996.
| Anno      | Categoria                                | Campionessa                 | Finalista                   | Risultato nella finale |
| --------- | ---------------------------------------- | --------------------------- | --------------------------- | ---------------------- |
| 1930      | Tornei di tennis femminili               | Lilí de Álvarez             | Lucia Valerio               | 3–6, 8–6, 6–0          |
| 1931      | Tornei di tennis femminili               | Lucia Valerio               | Dorothy Andrus              | 2–6, 6–2, 6–2          |
| 1932      | Tornei di tennis femminili               | Ida Adamoff                 | Lucia Valerio (2)           | 6–4, 7–5               |
| 1933      | Tornei di tennis femminili               | Elizabeth Ryan              | Ida Adamoff                 | 6–1, 6–1               |
| 1934      | Tornei di tennis femminili               | Helen Hull Jacobs           | Lucia Valerio (3)           | 6–3, 6–0               |
| 1935      | Tornei di tennis femminili               | Hilde Sperling              | Lucia Valerio (4)           | 6–4, 6–1               |
| 1936-1949 | Non disputato                            | Non disputato               | Non disputato               | Non disputato          |
| 1950      | Tornei di tennis femminili               | Annalisa Ullstein Bossi     | Joan Curry                  | 6–4, 6–4               |
| 1951      | Tornei di tennis femminili               | Doris Hart (1)              | Shirley Fry                 | 6–3, 8–6               |
| 1952      | Tornei di tennis femminili               | Sue Partridge               | Pat Harrison                | 6–3, 7–5               |
| 1953      | Tornei di tennis femminili               | Doris Hart (2)              | Maureen Connolly            | 4–6, 9–7, 6–3          |
| 1954      | Tornei di tennis femminili               | Maureen Connolly            | Patricia Ward               | 6–3, 6–0               |
| 1955      | Tornei di tennis femminili               | Patricia Ward               | Erika Vollmer               | 6–4, 6–3               |
| 1956      | Tornei di tennis femminili               | Althea Gibson               | Zsuzsa Körmöczy             | 6–3, 7–5               |
| 1957      | Tornei di tennis femminili               | Shirley Bloomer             | Dorothy Head Knode          | 1–6, 9–7, 6–2          |
| 1958      | Tornei di tennis femminili               | Maria Bueno (1)             | Lorraine Coghlan            | 3–6, 6–3, 6–3          |
| 1959      | Tornei di tennis femminili               | Christine Truman            | Sandra Reynolds             | 6–0, 6–1               |
| 1960      | Tornei di tennis femminili               | Zsuzsa Körmöczy             | Ann Haydon                  | 6–4, 4–6, 6–1          |
| 1961      | Tornei di tennis femminili               | Maria Bueno (2)             | Lesley Turner               | 6–4, 6–4               |
| 1962      | Tornei di tennis femminili               | Margaret Smith (1)          | Maria Bueno                 | 8–6, 5–7, 6–4          |
| 1963      | Tornei di tennis femminili               | Margaret Smith (2)          | Lesley Turner (2)           | 6–3, 6–4               |
| 1964      | Tornei di tennis femminili               | Margaret Smith (3)          | Lesley Turner (3)           | 6–1, 6–1               |
| 1965      | Tornei di tennis femminili               | Maria Bueno (3)             | Nancy Richey                | 6–1, 1–6, 6–3          |
| 1966      | Tornei di tennis femminili               | Ann Haydon-Jones            | Annette Van Zyl             | 8–6, 6–1               |
| 1967      | Tornei di tennis femminili               | Lesley Turner (1)           | Maria Bueno (2)             | 6–3, 6–3               |
| 1968      | Tornei di tennis femminili               | Lesley Turner Bowrey (2)    | Margaret Smith Court        | 2–6, 6–2, 6–3          |
| 1969      | Tornei di tennis femminili               | Julie Heldman               | Kerry Melville              | 7–5, 6–3               |
| 1970      | Tornei di tennis femminili indipendenti  | Billie Jean King            | Julie Heldman               | 6–1, 6–3               |
| 1971      | Tornei di tennis femminili indipendenti  | Virginia Wade               | Helga Niessen Masthoff      | 6–4, 6–4               |
| 1972      | Women's International Grand Prix         | Linda Tuero                 | Ol'ga Morozova              | 6–4, 6–3               |
| 1973      | Women's International Grand Prix         | Evonne Goolagong            | Chris Evert                 | 7–6, 6–0               |
| 1974      | Women's International Grand Prix         | Chris Evert (1)             | Martina Navrátilová         | 6–3, 6–3               |
| 1975      | Women's International Grand Prix         | Chris Evert (2)             | Martina Navrátilová (2)     | 6–1, 6–0               |
| 1976      | Women's International Grand Prix         | Mima Jaušovec               | Lesley Hunt                 | 6–1, 6–3               |
| 1977      | WTA Tour                                 | Janet Newberry              | Renáta Tomanová             | 6–3, 7–6               |
| 1978      | WTA Tour                                 | Regina Maršíková            | Virginia Ruzici             | 7–5, 7–5               |
| 1979      | WTA Tour                                 | Tracy Austin                | Sylvia Hanika               | 6–4, 1–6, 6–3          |
| 1980      | Nessun circuito                          | Chris Evert-Lloyd (3)       | Virginia Ruzici (2)         | 5–7, 6–2, 6–2          |
| 1981      | Nessun circuito                          | Chris Evert-Lloyd (4)       | Virginia Ruzici (3)         | 6–1, 6–2               |
| 1982      | Nessun circuito                          | Chris Evert-Lloyd (5)       | Hana Mandlíková             | 6–0, 6–2               |
| 1983      | Nessun circuito                          | Andrea Temesvári            | Bonnie Gadusek              | 6–1, 6–0               |
| 1984      | Nessun circuito                          | Manuela Maleeva             | Chris Evert-Lloyd           | 6–3, 6–3               |
| 1985      | Nessun circuito                          | Raffaella Reggi             | Vicki Nelson-Dunbar         | 6–4, 6–4               |
| 1986      | Non disputato                            | Non disputato               | Non disputato               | Non disputato          |
| 1987      | Virginia Slims World Championship Series | Steffi Graf                 | Gabriela Sabatini           | 7–5, 4–6, 6–0          |
| 1988      | Tier IV                                  | Gabriela Sabatini (1)       | Helen Kelesi                | 6–1, 6–7, 6–1          |
| 1989      | Tier II                                  | Gabriela Sabatini (2)       | Arantxa Sánchez             | 6–2, 5–7, 6–4          |
| 1990      | Tier I                                   | Monica Seles (1)            | Martina Navrátilová (3)     | 6–1, 6–1               |
| 1991      | Tier I                                   | Gabriela Sabatini (3)       | Monica Seles                | 6–3, 6–2               |
| 1992      | Tier I                                   | Gabriela Sabatini (4)       | Monica Seles (2)            | 7–5, 6–4               |
| 1993      | Tier I                                   | Conchita Martínez (1)       | Gabriela Sabatini (2)       | 7–5, 6–1               |
| 1994      | Tier I                                   | Conchita Martínez (2)       | Martina Navrátilová (4)     | 7–6(5), 6–4            |
| 1995      | Tier I                                   | Conchita Martínez (3)       | Arantxa Sánchez Vicario (2) | 6–3, 6–1               |
| 1996      | Tier I                                   | Conchita Martínez (4)       | Martina Hingis              | 6–2, 6–3               |
| 1997      | Tier I                                   | Mary Pierce                 | Conchita Martínez           | 6–4, 6–0               |
| 1998      | Tier I                                   | Martina Hingis (1)          | Venus Williams              | 6–3, 2–6, 6–3          |
| 1999      | Tier I                                   | Venus Williams              | Mary Pierce                 | 6–4, 6–2               |
| 2000      | Tier I                                   | Monica Seles (2)            | Amélie Mauresmo             | 6–2, 7–6(4)            |
| 2001      | Tier I                                   | Jelena Dokić                | Amélie Mauresmo (2)         | 7–6(3), 6–1            |
| 2002      | Tier I                                   | Serena Williams (1)         | Justine Henin               | 7–6(6), 6–4            |
| 2003      | Tier I                                   | Kim Clijsters               | Amélie Mauresmo (3)         | 3–6, 7–6(3), 6–0       |
| 2004      | Tier I                                   | Amélie Mauresmo (1)         | Jennifer Capriati           | 3–6, 6–3, 7–6(6)       |
| 2005      | Tier I                                   | Amélie Mauresmo (2)         | Patty Schnyder              | 2–6, 6–3, 6–4          |
| 2006      | Tier I                                   | Martina Hingis (2)          | Dinara Safina               | 6–2, 7–5               |
| 2007      | Tier I                                   | Jelena Janković (1)         | Svetlana Kuznecova          | 7–5, 6–1               |
| 2008      | Tier I                                   | Jelena Janković (2)         | Alizé Cornet                | 6–2, 6–2               |
| 2009      | Premier 5                                | Dinara Safina               | Svetlana Kuznecova (2)      | 6–3, 6–2               |
| 2010      | Premier 5                                | María José Martínez Sánchez | Jelena Janković             | 7–6(5), 7–5            |
| 2011      | Premier 5                                | Marija Šarapova (1)         | Samantha Stosur             | 6–2, 6–4               |
| 2012      | Premier 5                                | Marija Šarapova (2)         | Li Na                       | 4–6, 6–4, 7–6(5)       |
| 2013      | Premier 5                                | Serena Williams (2)         | Viktoryja Azaranka          | 6–1, 6–3               |
| 2014      | Premier 5                                | Serena Williams (3)         | Sara Errani                 | 6–3, 6–0               |
| 2015      | Premier 5                                | Marija Šarapova (3)         | Carla Suárez Navarro        | 4–6, 7–5, 6–1          |
| 2016      | Premier 5                                | Serena Williams (4)         | Madison Keys                | 7–6(5), 6–3            |
| 2017      | Premier 5                                | Elina Svitolina (1)         | Simona Halep                | 4–6, 7–5, 6–1          |
| 2018      | Premier 5                                | Elina Svitolina (2)         | Simona Halep (2)            | 6–0, 6–4               |
| 2019      | Premier 5                                | Karolína Plíšková           | Johanna Konta               | 6–3, 6–4               |
| 2020      | Premier 5                                | Simona Halep                | Karolína Plíšková           | 6–0, 2–1 rit.          |
| 2021      | WTA 1000                                 | Iga Świątek (1)             | Karolína Plíšková (2)       | 6–0, 6–0               |
| 2022      | WTA 1000                                 | Iga Świątek (2)             | Ons Jabeur                  | 6–2, 6–2               |
| 2023      | WTA 1000                                 | Elena Rybakina              | Anhelina Kalinina           | 6–4, 1–0 rit.          |
| 2024      | WTA 1000                                 | Iga Świątek (3)             | Aryna Sabalenka             | 6–2, 6–3               |
| 2025      | WTA 1000                                 | Jasmine Paolini             | Coco Gauff                  | 6–4, 6–2               |